# Jindřich Bek
Jindřich Bek (13. června 1927 Hradec Králové – 7. prosince 1992 Praha) byl československý železniční odborník, technik a později úředník Služby 12 (Odboru) lokomotivního hospodářství Ministerstva dopravy a také dlouholetý spolupracovník Národního technického muzea a ideový tvůrce jeho železniční sbírky.

## Biografie
Narodil se v rodině Václava a Anny Bekových, měl mladší sestru Hanu. V roce 1951 uzavřel sňatek s Marií Vopatovou, z manželství se narodili dva synové Jindřich a Zdeněk.
Obecnou školu absolvoval v letech 1933–1938 v Polubném, dnešním Kořenově. Na měšťanskou školu začal chodit na podzim 1938 v Tanvaldu, ale po zabrání pohraničí nacistickým Německem v říjnu 1938 následkem Mnichovské dohody, byl společně s rodinou odsunut do Hradce Králové. Zde absolvoval jeden rok měšťanské školy, kterou dokončil v České Třebové, kam se rodina přesunula. Na podzim 1943 nastoupil na obchodní akademii v Chocni, avšak od srpna 1944 do května 1945 byl nuceně nasazen ve výtopně v České Třebové. Studium obchodní akademie dokončil v červnu 1948 maturitou. V letech 1959 až 1960 studoval na Fakultě dopravní ČVUT v Praze. Po jejím přemístění do Žiliny absolvoval v letech 1960 až 1965 obor elektrická trakce a energetika v dopravě na zdejší Vysoké škole dopravní. Jazyková znalost: němčina, ruština, srbochorvatština, pasivně francouzština.
V období od srpna 1944 do května 1945 pracoval ve výtopně v České Třebové, v rámci totálního nasazení, jako pomocný dělník. Po maturitě v červnu 1948 nastoupil do Hospodářského družstva v Lanškrouně, kde pracoval v administrativě do svého nástupu na základní vojenskou službu, kterou absolvoval v letech 1949 až 1951. V letech 1951 až 1959 byl zaměstnán v administrativě Severočeských tukových závodů n. p. se sídlem v Ústí nad Labem. Od 1. července 1959 začal pracovat v lokomotivním depu Děčín jako technik, po složení zkoušek, jako technik provozu a školař lokomotivních čet. Od začátku roku 1961 byl přeložen k Železniční škole práce v Ústí nad Labem. V obvodu lokomotivních dep Ústí nad Labem a Děčín školil strojvedoucí všech trakcí. Na jaře 1961 absolvoval dvouměsíční kurz v ČKD za účelem získání praxe v oboru motorových lokomotiv. Následně vyučoval v přeškolovacích kurzech v Chřibské a Sněžníku personál lokomotivních dep na eklektickou a motorovou trakci. Pro svou vysokou odbornost byl počátkem roku 1964 pozván k pohovoru na ministerstva dopravy Služba 12 (lokomotivní hospodářství, později Odbor 12). Nabídku na přeložení k S 12 přijal a od 15. 7. 1964 se stal zaměstnancem ministerstva dopravy. Na tomto pracovišti sloužil až do svého odchodu do důchodu 30. 6. 1988.

## Odborně historická činnost
Od počátku šedesátých let 20. století do své smrti přispíval odbornými a historickými články do měsíčníku a později týdeníku Železničář. V letech 1961 až 1967 byl členem jeho redakční rady. Mimoto psal populárně vědecké články do mnoha dalších časopisů a novin té doby. Intenzivně se podílel na spolupráci s časopisem ABC, kde jeho příspěvky případně aršíky železničních vozidel oslovily širokou laickou veřejnost a přivedly tak mnoho mladých lidí k zájmu o historii železniční dopravy a o historii jako takovou. V rámci svého oboru rozvíjel kontakty se zahraničními odborníky a vydavateli zejména v Rakousku a Německu.
Od první poloviny šedesátých let začal spolupracovat s Národním technickým muzeem. Ve spolupráci s ing. Karlem Kvardou a kurátorkou sbírky dopravy NTM Marií Wolfovou vypracoval sbírkový plán parních, elektrických a motorových železničních vozidel. Dne 12. 6. 1967 byla uzavřena mezi ČSD a NTM dohoda o vzájemné spolupráci. Cílem bylo „uchovat příštím generacím technické památky ze železničního provozu u nás“. Proto „sešli se z podnětu tehdejšího ministerstva dopravy jeho zástupci s pracovníky Národního technického muzea, aby prozkoumali možnosti vzájemné spolupráce mezi ČSD a NTM. Šlo především o kapacitní možnosti údržby vybraných exponátů, jejich uložení do krytých hal a o finanční zabezpečení.“
Dohoda obsahovala seznam železničních vozidel, jejichž „výběr se řídil konstrukční hodnotou, provozním významem, hodnotou z hlediska průmyslového významu a pokrokovosti tak, aby každý exponát byl vizitkou určitých hodnot a reprezentoval nejen naši železnici, ale i náš průmysl.“ 
V rámci dohody byl vypracován seznam vozidel, která přicházela v úvahu: 300.619, 354.1219, 387.043, 365.021, 414.404, 423.001, 344.142, 434.1100, 434.2296, 464.201, 475.1142, 477.060, 498.106, EM400.003, 524.184, 534.001, 556.0510, E423.001, E424.001, E436.001 nebo 02, M131.101 a E225.001.
Získání vozidel pro NTM však nebylo nijak jednoduché. Podle tehdejších směrnic ČSD byla hnací vozidla majetkem příslušné správy drah, nikoliv ministerstva dopravy. Na jednotlivých správách drah se pohlíželo na rušená vozidla jako na hodnotný šrot, v kterém musel být splněn plán v rámci plánovaného hospodářství a „předání“ vozidel NTM proto nebylo v mnoha případech v jejich zájmu. Z tohoto důvodu záleželo na osobních kontaktech a vyjednávacím umu ing. Jindřicha Beka, aby k předání došlo. Vyjednával bezhotovostní převod vybraných vozidel od jednotlivých správ drah a jejich následný převoz případný příjezd vlastní silou do depozitáře NTM v Čelákovicích. Ne vždy však byl úspěšný. Ze seznamu bylo nutné vyřadit některá vozidla, která dráhy zlikvidovaly nebo prodaly jako kotle. Lokomotiva 464.201 byla z důvodu nehody vyměněna za 464.202, 344.142 byla v lokomotivním depu Ústí nad Labem sešrotována, místo 434.2296 se zařadila 434.2298 s původní přehřívačovou skříní, 534.001 byla vyměněna za 534.027, E225.001 byla umístěna na pomník na tehdejší Praze-Střed, 354.1219 byla z důvodu nehody vyměněna za 354.1217, kompletní lokomotiva 365.021 byla v Českých Velenicích sešrotována a byla nahrazena nekompletní 365.024, E424.001 byla předána do Škodovky jako pomník, takže místo ní byla převzata E436.004.
V sedmdesátých a osmdesátých letech se ing. Jindřich Bek neúnavně podílel na organizaci práce v čelákovickém depozitáři NTM, na pověstných víkendových brigádách a ve spolupráci s klubem železničních modelářů z Trutnova na pořádání letních táborů. Mimoto také připravoval výstavy a přednášky s tematikou železniční historie. Za československou stranu organizoval účast parních lokomotiv ČSD v roce 1986 na oslavách 150 let železnice v Rakousku a o tři roky později, v roce 1989, spolupracoval na organizaci oslav 150 let železnice v Československu. Byl členem vědecké rady NTM, kterým zůstal i po svém odchodu do důchodu v roce 1988.

## Dílo
- Jindřich Bek, Karel Kvarda, náčrty Josef Janata, Atlas lokomotiv 1., Parní trakce, NADAS, Praha 1970.
- Jindřich Bek, Jaroslav Veverka, náčrty Josef Janata, Atlas lokomotiv 2., Elektrická a motorová trakce, NADAS, Praha 1971.
- Jindřich Bek, Alexandr Chmelík, Motorové lokomotivy T 669.0 a T 669.1, NADAS, Praha 1971.
- Jindřich Bek, Die normalspurigen Floridsdorfer Zahnradlokomotiven: Reihen: KkStB 69, 169, 269 – BBÖ 369, DR 974, MAV 40, 41, Alfred Horn, Wien 1971.[3]
- Jindřich Bek, Alexander Chmelík, Motorové lokomotivy T 669. 0, T 669.1 a T 669.5, 2. doplněné vydání, NADAS, Praha 1973.
- Jindřich Bek, Elektrické lokomotivy, NADAS, Praha 1976.
- Jindřich Bek, Kolejová vozidla, 2. díl, (učební text pro odborné učiliště a učňovské školy), NADAS, Praha 1976.
- Jindřich Bek, Zdeněk Bauer, Marie Wolfová, parní lokomotivy: Katalog výstavy, Národní technické muzeum, Praha 1977.
- Jindřich Bek, Historické lokomotivy, NADAS, Praha 1979.
- Jindřich Bek, kresby Josef Janata, Lokomotivy let 1860–1900, NADAS, Praha 1979.
- Jindřich Bek, Koľajové vozidlá, 2. díl, NADAS, Praha 1979.
- Jindřich Bek, kresby Josef Janata, Lokomotivy let 1900–1918, NADAS, Praha 1980.
- Jindřich Bek, Historické lokomotivy, 2 doplněné vydání, NADAS, Praha 1981.
- Jindřich Bek, kresby Josef Janata, Lokomotivy z let 1918–1945, NADAS, Praha 1982.
- Jindřich Bek, kresby Josef Janata, Lokomotivy z let 1948–1958, NADAS, Praha 1982.
- Jindřich Bek, kresby Josef Janata, Náčrty parních lokomotiv a tendrů, NADAS, Praha 1984.
- Jindřich Bek, kresby Josef Janata, Úzkorozchodné lokomotivy a lokomotivy soukromých drah, NADAS, Praha 1982.
- Jindřich Bek, Václav Moravec, Konstrukce vozidel pro 3. ročník středních odborných učilišť, SNTL, Praha 1985.
- Jindřich Bek, Václav Moravec, Konštrukcie vozidel pre 3. ročník SOU, Alfa, Bratislava 1985.
- Jindřich Bek, Václav Moravec, Konštrukcie vozidel pre 3. ročník SOU učebného odboru klampiar, Alfa, Bratislava 1990.
- Jindřich Bek, Dampflokomotiven der ČSD: Bilder aus dem Archiv, Schaffnausen: Jürg Zimmermann 1993.[4]